# Khoratpithecus piriyai
Khoratpithecus piriyai es una especie extinta de Khoratpithecus, perteneciente a la subfamilia Ponginae. Una mandíbula inferior encontrada en el noreste de Tailandia corresponde a un homínido fósil bien conservado del Mioceno. Su morfología y estructura interna, utilizando un tomografía micro computarizada, fue descrita y comparada con la de otros homínidos conocidos del Mioceno. Fue recuperada de depósitos de arena fluvial y depósitos de grava de un gran río, en asociación con muchos troncos de árboles fósiles, fragmentos de madera, y grandes vertebrados. Un análisis biocronológico mediante el uso de la fauna de mamíferos asociados a su edad geológica, da una estimación para K. piriyai de entre 9 a 6 millones de años. La flora indica la existencia de un bosque tropical y amplias zonas de pastizales. K. piriyai muestra muchos características originales, como la gran amplitud de su dentición anterior, lo que sugiere grandes incisivos, el tercer molar inferior grande (M3), un canino con una pared lingual plana, y la estructura de la sínfisis. Varios de sus caracteres morfológicos derivados son compartidos con el orangután, indicando una estrecha relación con ese linaje de simios actualmente existentes. Esta relación es, además, fuertemente apoyada por la ausencia de cicatrices del músculo digástrico anterior.
Estos dos géneros comparten caracteres derivados que no están presentes en Sivapithecus, Ankarapithecus y Lufengpithecus, que se consideran por lo tanto parientes más lejanos del orangután que Khoratpithecus. K. chiangmuanensis que es más antiguo, perteneciente al Mioceno Medio, muestra características dentales más primitivas, y las cuotas de varias características dentales con formas del Mioceno Superior. Por tanto, es interpretado como su antepasado probable. Pero su M3 menos amplio y esmalte más arrugado puede sugerir una posición aún más basal con respecto a los antepasados filogenéticos del orangután, que aún no pueden ser apoyadas por el registro fósil incompleto. Así, Khoratpithecus representaría un nuevo linaje de los homínidos del Sudeste de Asia, estrechamente relacionado con los antepasados de los grandes simios actuales.